# 标题音乐
标题音乐，是指来源于非音乐因素的音乐，其主题可来自于电影、诗歌、绘画、雕塑、自然、技术等。
相对于绝对音乐，标题音乐是由非音乐因素激发创作而成的，作曲家会以标题，大纲或提要的形式著明其含义。广义来说，电影配乐也是一种标题音乐。

## 說明
标题音乐盛行于浪漫音乐时期（和当时文学上崇尚自然描写的风潮相呼应），但巴洛克音乐已见个人感受的抒发，例如Jean-Fery Rebel（1666-1747）的《元素》管弦乐组曲。海顿的神剧《创世纪》可看作是标题音乐的诞生。但在古典主义时期，标题音乐被刻意避免，因为当时流行的是简洁的线条，所以那时出现的奏鸣曲交响曲都是无标题的。第一首標題音樂為貝多芬所作的田園交響曲。浪漫主义时期标题音乐通过交响诗（李斯特写了12首交响诗）或者是《音乐会序曲》（门德尔松）达到全盛。
可以被描述的不只是情感和自然，也包括历史事件（柴可夫斯基的《1812序曲》和贝多芬的《威灵顿的胜利》）、文学作品（柏辽兹《哈罗尔德在意大利》；中提琴独奏交响曲，以拜伦作品为原形；柴可夫斯基《里米尼的弗兰切斯科》，来自但丁的神曲），甚至是幻想的题材（理查德·施特劳斯《英雄生涯》，音诗 op. 40）。但20世纪初，这个概念就开始模糊了，因为有些作品很难一词了断（如柴可夫斯基的《第一交响曲》“冬日的梦幻”和理查德·施特劳斯的《自意大利》交响曲），但还是能找到一些单独的标题音乐，如当代的英国作曲家Mark-Anthony Turnage的管弦乐作品《Three Screaming Popes，据培根的画而创作》，或是Peter Maxwell Davies狂暴的管弦乐《奥克尼婚礼》。

## 作品
以下是音乐史上重要的标题音乐：
- 《第六交响曲》（“田园”）—贝多芬
- 《幻想交响曲》—柏辽兹
- 《我的祖国》，其中的《伏尔塔瓦河》—斯美塔那
- 《展览会之画》—穆索尔斯基
- 《魔法师徒弟》—保罗·杜卡
- 《动物狂欢节》—圣桑
- 《蒂尔恶作剧》—理查德·施特劳斯
- 《阿尔卑斯交响曲》—理查德·施特劳斯
- 《查拉图斯特拉如是说》—理查德·施特劳斯
- 《行星组曲》—古斯塔夫·霍尔斯特
- 《太平洋231》—奥涅格
- 《彼得与狼》—谢尔盖·普罗科菲耶夫
- 《華沙協奏曲》—理查‧阿丁塞爾